# Vlkov (Žďár nad Sázavou-i járás)
Vlkov település Csehországban, a Žďár nad Sázavou-i járásban. Vlkov Březí, Velká Bíteš, Březské, Osová Bítýška és Záblatí településekkel határos. Lakosainak száma 285 fő (2024. január 1.).

## Népesség
A település lakosságának változását az alábbi diagram mutatja:
| Lakosok száma | 374  | 408  | 343  | 342  | 288  | 240  | 271  | 285  | 280  | 285  |
|               | 1869 | 1890 | 1921 | 1950 | 1980 | 2001 | 2017 | 2019 | 2022 | 2024 |